# Fanboy & Chum Chum
Fanboy & Chum Chum es una serie de televisión estadounidense, de animación CGI, producida por Frederator Studios para Nickelodeon. La serie fue creada por Eric Robles y dirigida por Brian Sheesley, Jim Schumann y Russell Calabrese en la primera temporada. En la segunda temporada fue dirigida por Eddie Tigueros, Brandon Kruse, Tom King y Mitchroney Ken. La canción de introducción fue escrita por Brad Joseph Breeck. Es la primera animación original del canal.

## Trama
La serie se centra en Fanboy y Chum Chum, dos súper fanes o "Fanboys" de la ciencia ficción y la fantasía, que viven en la Guarida de Fanáticos en Latinoamérica o la Fantorre en España, una torre en una tranquila ciudad llamada Galaxy Hills. Su afán indomable de la vida es recompensado con cómicas aventuras y desventuras impulsadas por su fértil imaginación, poca capacidad de concentración y visión del mundo alocado. Tienen disfraces de superhéroes con su ropa interior puesta afuera tal como lo hacen muchos superhéroes, incluyendo Man-Artica.

## Recepción
Fanboy and Chum Chum tiene una calificación de 2.5 en TV.com En el estreno del episodio primero, Fanboy & Chum Chum logró reunir en Estados Unidos un total de 5.8 millones de espectadores, siendo la segunda "Nicktoons" con más éxito en cuanto a estrenos. En el segundo episodio estreno atrajo un total de 5.4 millones de espectadores, obteniendo un total de 11.2 millones de espectadores en su estreno total.
En España se estrenó el 22 de marzo de 2011 en Nickelodeon y Clan TVE.

## Personajes

### Personajes principales
- Chum Chum (10 años) es un Chico y el coprotagonista de la serie. Tiene diez años de edad. Le encantan las Frutas Frías Frigorizadas (F.F.F.). A pesar de que es más joven que los otros personajes principales, está en la misma clase que ellos. Esto se debe a que Fanboy lo coló en su clase y el profesor no se dio cuenta de la diferencia de edad. A pesar de la obsesión que tiene Yo por él, es su amigo. Al igual que Fanboy, no tiene superpoderes (excepto en el episodio "Fanboyfriend", cuando absorbe unas ondas de radiación y consigue muchos superpoderes al final del episodio). Es fácil de convencer y excesivamente hiperactivo, aparte de estar muchas veces alegre y casi nunca se enfada. Fanboy y Chum Chum siempre obtienen malas puntuaciones en "Boog y la máquina Chimp Chomp" y, aun así, es feliz siempre que pierden en el juego. Lleva una camiseta de color naranja con el logotipo de su cara, pantalones de color amarillo, una capa, un antifaz negro y guantes. En el episodio "La guerra de los kioscos", se revela que una pierna de Chum Chum es falsa.</ref>

- Fanboy (11 años) el mejor amigo de Chum Chum es un chico entusiasta de once años, fanático de la fantasía, la ciencia ficción y los cómics. Siempre tiene muchas ideas, pero es pésimo en la escuela, ya que suspendió todos los exámenes de su vida. Es fanático de las Frutas Frías Frigorizadas (F.F.F.) y es el principal protagonista de la serie. Fanboy lleva una máscara púrpura, guantes y un traje de superhéroe verde similar al de Riddler, con el logotipo de su rostro en su camiseta. Quiere la "mayor" experiencia en todo lo que implica su locura. Su mejor amigo, Chum Chum, está siempre a su lado, y ambos parecen tener una relación "hermano mayor-hermano menor", siendo Fanboy el mayor y Chum Chum el pequeño. Interpretado por David Hornsby y en el doblaje venezolano por Eder La Barrera. Él y Chum Chum aparecen en Jingle Brawl y en Super Brawl de Nick.com, no es superhéroe pero siempre usa su disfraz sin quitárselo. Tiene un gran afecto hacia Chum Chum y viceversa. En el episodio La guerra de los kioscos se revela que un ojo de Fanboy es falso, aunque en el episodio de la aventura en el tejado de la Frigotienda ya se ve que tenía un ojo falso de cristal que puede lanzar rayos láser a voluntad de Fanboy. El verdadero nombre de Fanboy es Tobias Cranapple III. En uno de los capítulos Fanboy firma una carta como Lance Corporal Tobias Cranapple Fanboy III, siendo Lance Corporal un título militar, el resto de es el nombre más el pseudónimo.[4]

- Kyle Bloodworth-Thomason: Él es el único personaje con verdaderos poderes, junto con Sigmund, su rival. Él tiene una actitud pesimista hacia la mayoría de las cosas que involucran a Fanboy y Chum Chum. Es el deuteragonista de la serie. Fue expulsado de la escuela de jóvenes hechiceros Milkweed, pronunciado "Milcuit" (La Varita en España), debido a que convirtió a su profesor en un flan de frambuesa ("Estaba delicioso el viejo" lo llamó) y tiene que ir a una escuela pública. Aunque tiene poderes reales, Fanboy y Chum Chum creen que finge, y no creen que tenga poderes pero Chum Chum a veces demuestra saberlo y que en realidad le sigue la corriente a fanboy. Él detesta a Fanboy y Chum Chum por su falta de inteligencia, pero en el fondo los quiere muchísimo (como se demuestra en el episodio de "Sigmund el Hechicero", al defenderlos de Sigmund y abrazándoles en el final del episodio) y quiere tenerlos como amigos aunque no lo admita, y los tres son grandes amigos. Lleva una camisa de rayas rojas y amarillas con los pantalones vaqueros, converse rojos, y una capa de color negro. Tiene el pelo rojo carmesí y dientes muy grandes con frenillos y habla con acento británico. Él es como un gag recurrente que a menudo se ve que está en problemas o lastimado en la mayoría de los episodios, generalmente como resultado de una de las locuras de Fanboy y Chum Chum. Este personaje es una sátira de Ron Weasley (unos de los protagonistas de Harry Potter).

- Thorvald El Rojo: Es un héroe Vikingo se hizo amigo con Fanboy y Chum Chum pero lo llamo cabeza prana y media piernas y piernas cortas su Debut en "Camino a Valhalla (Actor con voz de Nolan North).

- Yo: Es una compañera de escuela de Fanboy y Chum Chum. Yo es mala y odiosa además esta obsesionada por el dinero y la ambición, es una chica con suerte. Ama a su mascota digital Yamaguchi (una parodia de Tamagotchi). Ella es una de las dos tritagonistas de la serie. Ella está enamorada de Chum Chum y anhela tenerlo como juguete.

- Ozwald "Oz" Harmonian: Es conocido en la cultura popular por ser el creador y guardián del Universo en su extensa totalidad. Oz es un ente omnipotente, omnisciente y omnipresente que ha dominado todas las artes conocidas y posee conocimientos que aún no han sido revelados al mundo. Su apellido, Harmonian, viene dado por su padrastro Ghechis Harmonia, de Tesalia, quien lo adoptó tratando de dominar su poder pero acabó siendo víctima de Oz. Actualmente es venerado por algunos cultos budistas que pretenden seguir un estilo de vida similar al suyo.

### Personajes Secundarios
- Boogregard "Boog" Shlizetti: Es el matón del barrio. En una ocasión mencionó que él se crio en una burbuja de plástico (probablemente como un homenaje a John Travolta, quien protagonizó The Boy in the Plastic Bubble) y por eso se mete con todo el mundo. Se dedica a molestar, principalmente, a Fanboy y Chum Chum; y se ha demostrado en varios episodios que él y Fanboy son archienemigos. Adora el videojuego "Chimp Chomp" (Chimpancé Chiflado en España), pues pasa la mayor parte de su tiempo jugando en lugar de trabajar y amenazando a los chicos para que le den su dinero. Él es el principal antagonista de la serie. Él tiene un coche llamado Sandy que fue destruido en el episodio "Refill Madness".

- Leonard "Lenny" Flynn-Boyle: Es el joven director del Frosty Mart/Frigo Tienda/Frozty Mercado. Su personalidad es generalmente seria y desanimada; él encuentra a Fanboy y Chum Chum irritantes, a veces les llama "tontos disfrazados". A veces tiene un "estrés de contracción", cuando es molestado por Fanboy y Chum Chum (por primera vez en "Dollar Day"). También es bastante parecido a Calamardo Tentáculos de Bob Esponja.

- Profesor Hank Mufflin: Es el profesor de la clase. Su primer nombre es Hank, pero sus estudiantes lo llaman Maestro Mufflin. Piensa que Fanboy y Chum Chum son un incordio y dice que si los tiene en su clase un año más, considerará la jubilación anticipada. Es un poco senil y odia casi todos los aspectos de su trabajo. Tiene un ojo de cristal. Parece ser que es una parodia de Ben Stein, ya que por ejemplo durante la huelga del conserje, cuando estaba volando por culpa del secador de manos automático, hace un grito aburrido. En el episodio "Salvar al soldado Chum Chum" se ve que el señor Mufflin vive en su escritorio, aunque en el episodio "Nochemañana", cuando Man Arctica está volando con Chum Chum, se ve al señor Mufflin por una ventana, la cual no es la de la clase en el colegio.

- Michael Johnson: Es un compañero de clase de Fanboy y Chum Chum. Tiene 10 años. Obviamente se trata de una parodia de Michael Jackson, ya que tiene los pantalones de cuero y la camisa basada en el videoclip Thriller y Beat It de Michael Jackson (además del peinado de Billie Jean), y grita en un tono alto de voz diciendo: "Hee hee!". Él es, posiblemente, amigo de Chris Chuggy y Kyle.

- Mascotas Yamaguchi: Son las mascotas virtuales de Yo y una parodia de los Tamagotchi (bribón o scambers es uno de ellos). Todos ellos son la voz de Dee Bradley Baker.

- Chris Chuggy: Es un compañero de clase de Fanboy y Chum Chum. Puede ser tan duro como Lupe. Parece incapaz de formar palabras o frases, ya que solo pronuncia "Wah" como sonido de respuesta. Es obeso y tiene el pelo de color naranja. Es amigo de Michael Johnson y posiblemente de Yo.

- Conserje Russ Poopatine (conserje Cacatina en España): Es un conserje y, como su título indica, es el portero de la escuela de Fanboy y Chum Chum. Una parodia del Emperador Palpatine, ya que es un pálido, flaco, viejo, retorcido y lleva una capucha oscura (en comparación con la bata de Palpatine). Varias de sus apariciones en su primer episodio "El conserje contraataca" (el título, por supuesto, es una parodia de El Imperio contraataca) son parodias directas de las frases de Palpatine y Darth Vader. Va montado en un carrito llamado Brenda, el cual se comunica por pitidos al igual que R2D2. Cacatina tiene un odio fuerte a los chicles (sobre todo los de aguamarina) y trata de destruir a Yum Yum, hasta que este le salva la vida. En "El aprendiz del conserje", se muestra que tiene una colección de basura (que más tarde fue destruida por Fanboy y transformada en un cubo de basura) y en el mismo episodio apareció con una máquina llamada la estrella de la basura (parodia de la estrella de la muerte).

- Elfo Escribano: Es un elfo que Kyle crea en "El Bedel contraataca". Suele hacer sus deberes y otras cosas, aunque es más bien perezoso. Se le ve en otros episodios redactando notas para Kyle. Es morado y lleva ropa arpillera como la gente en la Edad Media. También tiene dientes de conejo y orejas puntiagudas. Para Kyle es lo más cercano a un amigo (sin contar a Fanboy y Chum Chum). Su voz es la de Jeff Glen Bennett.

- Lupe: Es compañera de clase de Fanboy y Chum Chum. Tiene 11 años. En una ocasión mencionó que tiene un tío que se casó con un pollo y que estaba tan loco como Chum Chum. También mencionó que su tía puede poner huevos. En el episodio "Fanboyfriend" se enamora de Fanboy cuando él aplastó una araña que estaba en su comida. También golpeó a Kyle en el ojo en "Wizboy", después de que él mismo descendiese en su almuerzo usando la levitación. Tiene acento mexicano y es la voz de Candi Milo. Se reveló en un episodio que ella es en realidad un robot manipulado por una Lupe pequeñita.

- Necronomicon de Kyle: Es el libro de hechizos parlante de Kyle, el cual le ayuda a veces. Aparece en "La varicela" y "Little Glop of Horrors". Él es la voz de Jeff Glen Bennett.

- Chimp Chomp: Es un mono (parodia de Donkey Kong) que tiene su propio videojuego, y dos películas basadas en él. Es llamado "Chimpancé Chiflado" en España.

- Duke: Es un compañero de clase de Fanboy y Chum Chum. También aparece en muchos episodios esporádicamente. Es alto, tiene el pelo rubio, lleva un 5 en su camiseta, y parece pertenecer a un equipo de baloncesto. Siempre dice en sus frases la palabra "tío" en el doblaje en español de España. Él es la voz de Jeff Glen Bennett.

- Precious (Precioso en Latinoamérica, Tesoro en España): Es el cerdo de la clase del señor Mufflin. Lo consiguieron gracias a un vendedor de cerdos ambulante. Fanboy intenta enseñarle artes marciales. Aunque era solo un personaje episódico, también hizo un breve cameo en dos escenas de "Morning Night" (en el techo, aullando como un lobo y tocando la flauta dulce). También apareció en el episodio basado en la mitología nórdica cuando Chum Chum lo montaba como un caballo para conseguir las estrellas de oro del Sr. Mufflin. La voz es la de Dee Bradley Bakley

- Fan-Kyle-Chum: Es un compañero de Fanboy y Chum Chum. Su primera aparición fue en "Justificativos", donde Fanboy, Chum Chum y Kyle abrevian sus nombres para un justificante falso con el nombre de Fan-Kyle-Chum. Aparece en bastantes episodios.

- Moppy (Trapeadora en el doblaje latino): Es una fregona que aparece en el episodio "Moppy Dearest". Fanboy la crea para ser su pareja en el baile del colegio, pero ésta pilla a Fanboy fijándose en Muk Muk (la prima de Chum Chum) y se aleja de él. Fanboy, desesperado, le pide perdón cantando junto a Man-Artica y el señor Mufflin y acaban bailando sobre la pista de baile. Se mencionó en ese episodio que era bastante guapa, tanto que el conserje Cacatina se fijó en ella, provocando celos en Brenda.

- Muk Muk: Es la prima semisalvaje de Chum Chum que aparece en el episodio "Moppy Dearest". Su apariencia se asemeja a Chum Chum, aunque ella lleva zapatillas de deporte, dos coletas y un vestido. Ella proviene de la rica ciudad del oeste de Apetown. Muk Muk tiende a saltar alrededor constantemente, lo que hace muy difícil acorralando a Chum Chum. Le encanta comer y está a favor de los sonidos guturales en el habla.

- Man-Arctica (Hombre-Ártico en Latinoamérica): Es el superhéroe bajo cero que recorre el cosmos en busca de villanos para "sumergirlos en hielo". Sus mayores fanes son Fanboy, Chum Chum, la mayoría de los otros niños y el Cliente Secreto. Man-Arctica tiene un leve desprecio por la humanidad, en contra de su deber de guardarlos de cualquier daño. A menudo se refiere a los niños como "larvas de la tierra". Aunque Man-Arctica disfruta de ser un héroe, él también aprecia pasar tiempo a solas en su iglú de hielo.

- Sigmund el Hechicero: El más exitoso y hábil mago de la Academia Varita, rival de Kyle. Sigmund apareció por primera vez en "Sigmund el Hechicero" e hizo un cameo en "Freeze Tag". Él es adolescente y habla con acento alemán. Fue creado inspirado en un compañero de universidad de Eric Robles (el creador) y por Draco Malfoy de Harry Potter. El hecho de que él sea un gran mago lo convierte en el ídolo de muchos, incluidos Fanboy y Chum Chum. Sigmund tiene el pelo blanco y lleva ropa elegante con una chaqueta larga, y usa guantes sin dedos. Es malvado y está empeñado en arruinarle la vida a Kyle, dejándolo sin amigos en la Academia. Aunque Sigmund puede tener más fama y fortuna, él no tiene amigos de verdad como Kyle, cosa que él jamás tendrá. Aparte de su color de cabello inusual, su característica más singular son sus dientes frontales. Es parecido a Calamarino Elegante de Bob Esponja. La voz es de Jeff Bennett.

- Francine: Es la diva en la clase del Señor Mufflin. Tiene el cabello castaño claro y botas marrones. Fanboy piensa que son amigos, pero ella no le presta atención y piensa que es patético. La voz de Candi Milo.

- Dollar-nator: Es un robot del futuro creado por Fanboy de la Máquina de Chimp Chomp del Frosty Mart. Es una parodia de Terminator con todas sus referencias a arrancar. Imita los patrones vocales de Arnold Schwarzenegger. La voz de Jeff Bennet.

- Madre de Oz: Es una madre soltera comprometida de enseñarle a su hijo que la única manera de administrar un negocio exitoso es mediante la venta. La voz es de Estelle Harris.

- Yum Yum (Delicioso en Latinoamérica): Solo se le ve en el "Conserje Contraataca" pero también en la introducción. Está hecho de chicle. Su voz es la de John DiMaggio.

- Cheer (o Cheers): Es una animadora (o un grupo de ellas) en la clase del señor Mufflin. Se parece un poco a Duke. En "Fanboy apesta" es la voz de Kari Wahlgren y la de Candi Milo en sus otras apariciones.

- Cheech: Es un chico dientudo de la clase. Fue el primero en decirle "Poop!" al conserje Poopatine. La voz es de Nika Futterman.

- Marsha: Es una estudiante antigua de la clase del señor Mufflin. Fanboy accidentalmente estornudó en el "examen más importante de su vida", fue expulsada y fue a parar a una guardería. Cuando Fanboy y Chum Chum se encuentran con ella en "Marsha, Marsha, Marsha", ella está loca por vengarse de Fanboy. Marsha hizo un cameo en "Estatuas congeladas". Se asemeja a Cheer (Cheers) en aspecto. La voz de Candi Milo.

- Agente Johnson: Es un agente secreto que intenta atrapar al Agente 8 en "El Agente 8". También aparece en "Concurso publicitario" para felicitar a Fanboy y Chum Chum por su canción y les dio un millón de "Frosty dólares". La voz es de Jeff Bennett.

- Berry El Monstruo de Hielo: Es un pequeño monstruo helado de color rosa con una camisa blanca con el logo del Frozty Mercado en ella. Trabaja en el Frosty Mart junto a Lenny y Boog. Es el que hace la Fruta Fría Frigorizada. Su voz es la de Kevin Michael Richardson.

- Dr. Drácula: Es un cirujano plástico y un vampiro que le dio a Chum Chum un cuello para que Fanboy lo mordiera (ya que Fanboy creía que era un vampiro, lo cual luego fue verdad) y fuera su compañero inmortal. Solo se le vio en "Fancolmillos". La voz es de Jeff Bennett.

- The Global Warmer (Calentador Global en Latinoamérica, Calentamiento Global en España): Es el villano y archienemigo del Man-Artica, que aparece por primera vez en "Stan-Artica". Su nombre hace juego con el calentamiento global. La voz de Jeff Bennett.

- Nancy Pancy: Es una estudiante de la clase del señor Mufflin. No aparece mucho en el programa y la mayoría de sus apariciones son esporádicas. Usa gafas, una camisa morada, rosa y blanca shorts y Converse moradas. La voz es de Kari Wahlgren.

- Profesor Flan: Es un profesor de la Academia Milkweed que tiene permiso de readmitir a Kyle a Milkweed. Es el profesor que Kyle convirtió en un flan de frambuesa. Su voz es la de Jim Cummings.

- Sprinkles: Es el oso de la clase. La voz es de Dee Bradley Baker.

- Brizwald: Es el primo de Oz y amante del dinero, lo cual lo hace semejante a Eugene H. Cangrejo de Bob Esponja. Su voz es la de Amir Talai.

- Gaviota: Es una gaviota que hace cameos en todo el programa.

- La Señora Crams: Es la nueva señora almuerzo y muy estricta, que sustituye a la antigua señora Crams. La voz es de Candi Milo.

- Hombre Freidora: Es un repartidor de Galaxy Hills. La voz es de Jeff Bennett.

- Mechatech: Es una figura de acción, que puede hacer "cualquier cosa". Su voz es la de Dee Bradley Baker.

## Escenarios
- The Fanlair (Guarida de Fanáticos en Latinoamérica, Fantorre en España): Es una torre que se encuentra por encima de un edificio anodino de apartamentos en Galaxy Hills.

- Apartamento de Kyle: Es el refugio sobrenatural de Kyle de la indignidad subnatural de la escuela pública. Fanboy y Chum Chum de vez en cuando suelen colarse en la rendija del correo.

- Oz Comix: Es la biblioteca privada de Oz, donde almacena sus cómics y objetos de colección, y está escondida de una tienda común y corriente.

- Escuela Galaxy Hills: Es la escuela primaria a la que asisten los personajes.

- Cine de Galaxy Hills: Es el cine de la ciudad que se encuentra al final de la calle de Fanboy.

- The Frosty Mart ((Frigo Tienda en España, Frozty Mercado en Latinoamérica): Es el lugar favorito de Fanboy y Chum Chum para reunirse, situado en las tiendas de conveniencia.

- Iglú de aislamiento de Man Arctica: Es la guarida de Man Arctica; aparece por primera vez en el episodio "Yo soy Man Arctica".

## Reparto
| Personaje          | Actor de voz (EE. UU.) | Actor de doblaje (Latinoamérica)                               | Actor de doblaje (España)    |
| ------------------ | ---------------------- | -------------------------------------------------------------- | ---------------------------- |
| Fanboy             | David Hornsby          | Eder La Barrera                                                | Iker Díaz                    |
| Chum Chum          | Nikita Futterman       | Yensi Rivero (1.ª temporada) Melanie Henríquez (2.ª temporada) | Eba Ojanguren                |
| Yo                 | Dyana Liu              | Lidya Abboud (1.ª temporada) Lileana Chacón (2.ª temporada)    | Ana Teresa Bengoetxea        |
| Oz                 | Josh Duhamel           | Jorge Marín                                                    | Pedro Arrieta                |
| Kyle               | Jamie Kennedy          | Paolo Campos                                                   |                              |
| Lupe               | Candi Milo             | Mercedes Prato (1.ª temporada) Aura Caamaño (2.ª temporada)    | ¿? Begoña Clemente Rodríguez |
| Francine           | Candi Milo             | Maythe Guedes                                                  | -                            |
| Madre de Oz        | Estella Reynolds       | Citlalli Godoy                                                 | ¿? Eba González              |
| Boog               | Jeff the killer        | Héctor Indriago                                                | ¿?                           |
| Lenny              | Wyatt Cenac            | José Gregorio Quevedo                                          | Álvaro María Sánchez         |
| Señor Mufflin      | Jeff Bennett           | Luis Miguel Pérez                                              | Manue la manita relaja       |
| Conserje Poopatine | Steve Tompkins         | Armando Navarro Alarcón                                        | -                            |
| Michael Johnson    | Wyatt Cenac            | Rolman Bastidas                                                | -                            |
| Megatech           | Dee Dee                | Raquel Villanueva                                              | ¿?                           |
| Hombre Ártico      | Jeff Bennett           | Juan Guzmán                                                    | ¿?                           |
| Dollar-Nator       | Jeff Bennett           | Carlos Rivera Luis Miguel seguí                                | -                            |

## Episodios
| Temporada | Temporada | Episodios | Temporada en Estados Unidos | Temporada en Estados Unidos | Temporada en Latinoamérica | Temporada en Latinoamérica | Temporada en España     | Temporada en España    |
| Temporada | Temporada | Episodios | Inicio de la Temporada      | Final de Temporada          | Inicio de la Temporada     | Final de Temporada         | Inicio de la Temporada  | Final de Temporada     |
| --------- | --------- | --------- | --------------------------- | --------------------------- | -------------------------- | -------------------------- | ----------------------- | ---------------------- |
|           | 1         | 26        | 12 de octubre de 2009       | 4 de noviembre de 2010      | 8 de abril de 2010         | 11 de noviembre de 2011    | 22 de marzo de 2011     | 26 de abril de 2011    |
|           | 2         | 26        | 25 de abril de 2011         | 12 de julio de 2014         | 3 de septiembre de 2011    | 23 de diciembre de 2012    | 5 de septiembre de 2011 | 1 de diciembre de 2012 |